# 波匈事件
波匈事件是中国共产党对1956年发生在东欧社会主义国家波兰人民共和国和匈牙利人民共和国的反苏的抗议和革命事件的总称。其大致包括如下事件：
- 1956年6月：波茲南事件
- 1956年10月：波兰十月事件
- 1956年10月：1956年匈牙利革命